# ملکه رنجبر
ملکه رنجبر (۱۰ شهریور ۱۳۱۰–۸ اسفند ۱۳۹۸) بازیگر اهل ایران بود.

## زندگی‌نامه
ملکه رنجبر فرزند عبادالله رنجبر هنرمند و از اولین پایه‌گذاران تئاتر در سال ۱۳۱۰ در رشت متولد شد. تحصیلات خود را تا مقطع سوم متوسطه در رشت و همدان ادامه داد و پس از آن زیر نظر پدرش تعلیم بازیگری دید. وی از سن شش سالگی فعالیت هنری خود را با نقش کوزت در بینوایان شروع کرد. پدر او به خاطر اجرای تئاتری سیاسی به همدان تبعید شد. سپس در سال ۱۳۲۷ به تهران رفت و به ادامه بازیگری در «تئاتر سعدی» پرداخت. رنجبر از بدو افتتاح تلویزیون با اجرای برنامه‌های زنده به همکاری با آن سازمان پرداخت و در سال ۱۳۳۵ کار در رادیو را شروع کرد. خواهران وی گیلان، ایران، علویه و عاطفه همگی در عرصه تئاتر بودند. وی همچنین در شهرداری هم کار کرده است.
از مهم‌ترین فیلمهایی که او بازی کرده می‌توان به اعتراف (مجید فهیم‌خواه) و دو فیلم ابوالحسن داوودی یعنی مرد بارانی و نان و عشق و موتور ۱۰۰۰، و چپ‌دست ۱۳۸۴ به کارگردانی (آرش معیریان) اشاره کرد. او سابقه بازی در سریال داستان یک شهر اصغر فرهادی را هم دارد. او در سال ۱۳۹۲ بعد از بازی کردن در فیلم تله فیلم هیچ و پوچ به دلیل کهولت سن دیگر در هیچ فیلمی بازی نکرد. او همچنین در فیلم گناهکاران بازی کرده است.

## بیماری و درگذشت
فرزند وی در اسفند ۱۳۹۵ اظهار داشت که مادرش به دلیل کهولت سن، به افسردگی و پارکینسون مبتلا شده است.

او پنجشنبه ۸ اسفند ۱۳۹۸ در بیمارستان کسری تهران پس از تحمل یک دوره بیماری در ۸۸ سالگی درگذشت. پیکر او در نهایت ۹ اسفند ۱۳۹۸ تشییع و در قطعه ۸۸ ردیف ۱۴۳، شماره ۱۴ به خاک سپرده شد. 

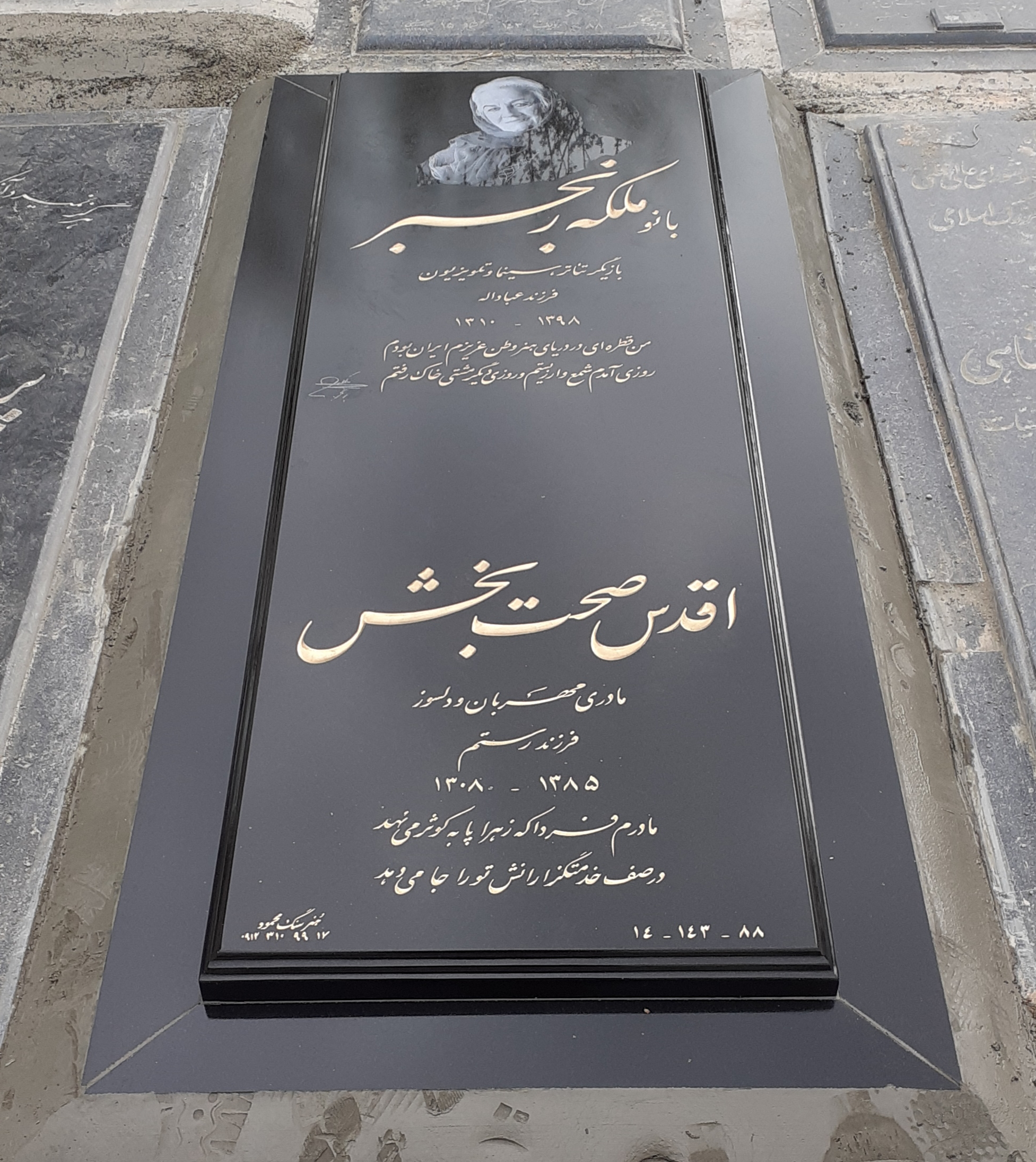
بانو ملکه رنجبر

## آثار هنری

### تئاتر
- برای شرف
- همسایهٔ مزاحم
- دزد طبقهٔ اول
- آرشین مالالان
- ناموس
- انگشتر مفقود
- بی گناه
- سرگذشت فابریو
- شب‌نشینی ادامه دارد
- خروس بی محل
- شکم پرست
- مهرویان اسیر

### سینما
- گناهکاران (۱۳۹۱)
- آژانس ازدواج (۱۳۸۹)
- ازدواج در وقت اضافه (۱۳۸۸)
- سلام بر عشق (۱۳۸۸)
- نیش زنبور (۱۳۸۸)
- پسر آدم، دختر حوا (۱۳۸۷)
- از ما بهترون (۱۳۸۷)
- منفی هجده (۱۳۸۶)
- سوغات فرنگ (۱۳۸۵)
- چپ دست (۱۳۸۴)
- کوچولوی خوش‌شانس (۱۳۸۳)
- نان، عشق و موتور ۱۰۰۰ (۱۳۸۰)
- مرد بارانی (۱۳۷۸)
- اعتراف (۱۳۷۵)
- بانی چاو (۱۳۷۴)
- شعله‌های خشم (۱۳۷۱)
- اعتراف (۱۳۴۵)
- کابوس (۱۳۴۵)
- گناه من چیست (۱۳۴۳)
- خشم و فریاد (۱۳۴۲)
- نصیب و قسمت (۱۳۴۱)
- فردا روشن است (۱۳۳۹)
- ماجرای عجیب (۱۳۳۵)
- تقدیر چنین بود (۱۳۳۳)
- شب‌های معبد (۱۳۳۳)
- محکوم بی‌گناه (۱۳۳۲)
- عمر دوباره (۱۳۳۱)

### تلویزیون
| سال       | نام                            | سمت          | کارگردان                           | توضیحات |
| --------- | ------------------------------ | ------------ | ---------------------------------- | --- |
| ۱۳۹۲      | تله‌فیلم «هیچ و پوچ»            | بازیگر       | مهدی فارغی                         | |
| ۱۳۹۰      | سایه‌روشن                       | بازیگر       | آرش معیریان                        | |
| ۱۳۸۹      | تله‌فیلم «یه قندون نمک»         | بازیگر       | منوچهر صفرخانی                     | این تله‌فیلم در آغاز «راز پیرمردها» نام داشت. |
| ۱۳۸۸      | دفتر مشق                       | بازیگر       | کریم سربخش                         | شبکه قرآن |
| ۱۳۸۸      | دفترخانه شماره ۱۳              | بازیگر       | سید وحید حسینی                     | شبکه ۱ |
| ۱۳۸۸–۱۳۸۷ | آشپزباشی                       | بازیگر مهمان | محمدرضا هنرمند                     | شبکه ۱ |
| ۱۳۸۷–۱۳۸۶ | پاتوق                          | بازیگر مهمان | شاهین باباپور                      | شبکه ۱ |
| ۱۳۸۶      | من و پوتی (سری سوم)            | بازیگر       | حمید قدکچیان مسعود فرخنده          | |
| ۱۳۸۴–۱۳۸۵ | من و پوتی (سری دوم)            | بازیگر       | بهرنگ توفیقی                       | شبکه ۲ |
| ۱۳۸۲      | فوتبالیست‌ها                    | بازیگر       | سعید روحی                          | شبکه ۲ |
| ۱۳۸۲      | عباسقلی‌خان دوم                 | بازیگر       | محمد اقتصاد                        | برنامه کودک و نوجوان شبکه ۱ |
| ۱۳۸۱      | زیر آسمان شهر - سری سوم        | بازیگر       | مهران غفوریان                      | شبکه ۳ |
| ۱۳۷۹      | زیر آسمان شهر - سری دوم        | بازیگر       | مهران غفوریان                      | شبکه ۳ |
| ۱۳۸۰      | روزهای آرزو                    | بازیگر       | شاهرخ حمیدی‌مقدم                    | |
| ۱۳۷۸      | زیر آسمان شهر - سری اول        | بازیگر       | مهران غفوریان                      | شبکه ۳ |
| ۱۳۷۹      | داستان‌های نوروز                | بازیگر       | مرضیه برومند                       | شبکه ۱ |
| ۱۳۷۸      | بوی خاک                        | بازیگر       | علی بیابانی                        | شبکه ۱ |
| ۱۳۷۸      | ورثه آقای نیکبخت               | بازیگر       | مرضیه برومند                       | |
| ۱۳۷۸      | فردا آفتابی است                | بازیگر       | مسعود رشیدی                        | شبکه ۲ |
| ۱۳۷۸      | داستان یک شهر – سری اول        | بازیگر       | اصغر فرهادی                        | شبکه تهران |
| ۱۳۷۷–۱۳۷۸ | محاکمه                         | بازیگر مهمان | حسن هدایت                          | شبکه ۱ |
| ۱۳۷۷      | ماجراهای خانواده تمدن          | بازیگر       | غلام‌عباس قنبری امیرمسعود تیمورخواه | از برنامه «سیمای خانواده» شبکه ۱ پخش می‌شد. |
| ۱۳۷۶      | گردن‌بند                        | بازیگر       | سیدهاشم میرطالبی                   | در رمضان ۱۳۷۶ از شبکه ۳ پخش شد. |
| ۱۳۷۵–۱۳۷۶ | بازگشت پرستوها                 | بازیگر       | ابوالقاسم طالبی                    | شبکه ۲ |
| ۱۳۷۵–۱۳۷۶ | تهران ۱۱–۵۹۵ ج ۴۸              | بازیگر       | مرضیه برومند                       | بازی در اپیزود «تحقیق» |
| ۱۳۷۵      | خانه به خانه                   | بازیگر       | کیانوش عیاری                       | شبکه ۱ |
| ۱۳۷۴      | زیر گنبد کبود                  | بازیگر       | بهمن زرین‌پور                       | شبکه تهران |
| ؟         | رنگ سبز نارون                  | بازیگر       | علی بیابانی                        | اواسط دهه هفتاد در برنامه «سیمای خانواده» پخش می‌شد. |
| ۱۳۷۴      | داستان یک شهر                  | بازیگر       | خسرو معصومی                        | این مجموعه در ابتدا «خانه‌های شاد» نام داشت و از شبکه ۱ پخش می‌شد و نباید آنرا با سریالی دیگر به همین نامبه کارگردانی اصغر فرهادی (۱۳۷۸– شبکه تهران) اشتباه کرد. |
| ۱۳۷۲      | شیطان در خانه                  | بازیگر       | محمدرضا زهتابی                     | شبکه ۱ |
| ۱۳۵۱      | نمایش موزیکال «آرشین مال آلان» | بازیگر       | محمد عبدی                          | نویسنده: «عُزیر حاجی‌بیگف» |
| ۱۳۴۵      | پهلوانان                       | بازیگر       | ؟                                  | |
| ۱۳۳۸      | تله‌تئاتر «آیدا و مرد صیاد»     | بازیگر       | هوشنگ خسروی                        | این نمایشنامهٔ تلویزیونی، از اولین نمایشنامه‌های پخش شده از تلویزیون خصوصی ایران (تلویزیون «ثابت پاسال») بود.                                                    |